# شبی در اپرا
شبی در اپرا (به انگلیسی: A Night at the Opera) فیلمی در ژانر کمدی، موزیکال، عاشقانه به کارگردانی سام وود و ادموند گولدینگ محصول سال ۱۹۳۵ است. از بازیگران این فیلم می‌توان به برادران مارکس و کیتی کارلایل اشاره کرد.